# Erylus carteri
Erylus carteri is een sponzensoort uit de familie Geodiidae in de klasse gewone sponzen (Demospongiae).
De wetenschappelijke naam van de soort werd in 1888 gepubliceerd door Sollas.